# Kabinett López Obrador

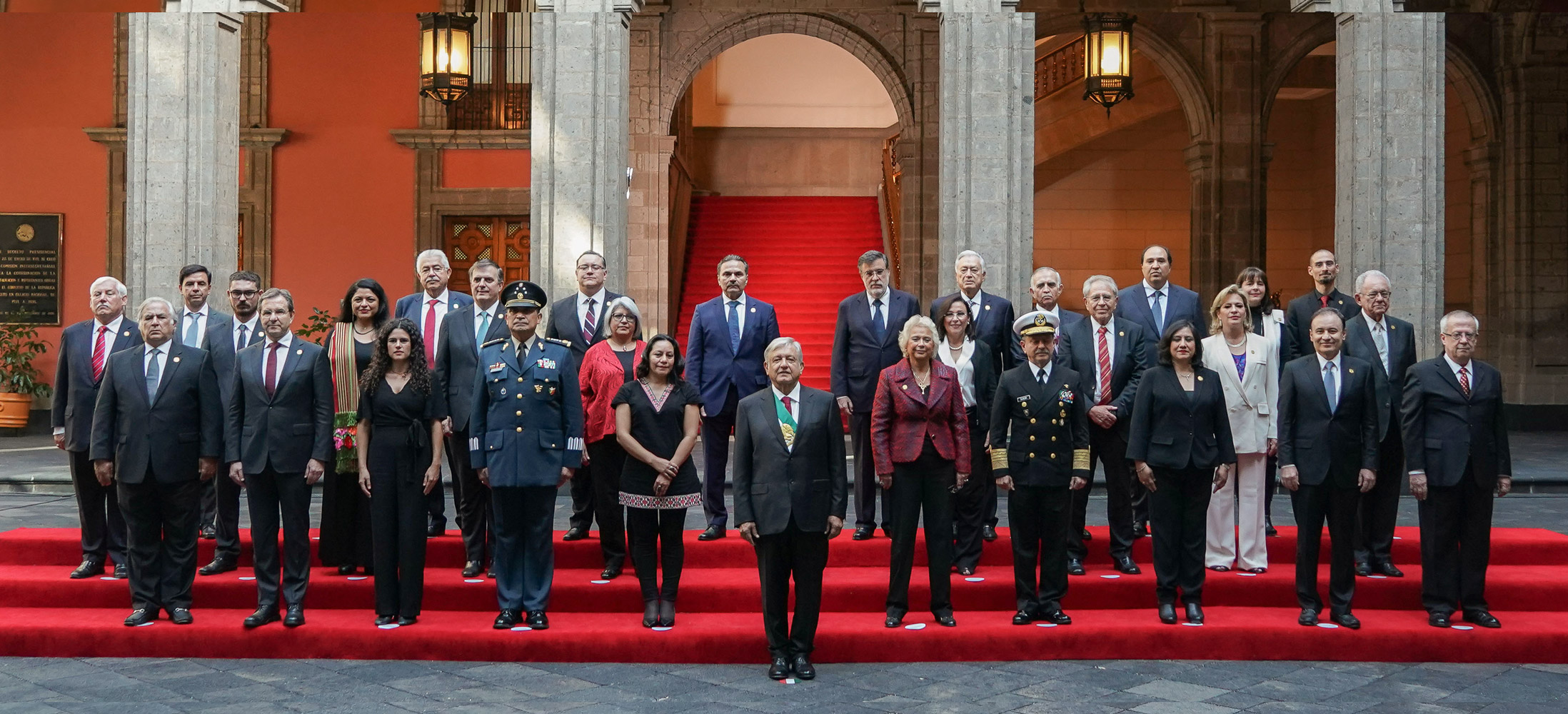
Gruppenfoto der Regierung

Das Kabinett López Obrador (auf Spanisch: gabinete de Andrés Manuel López Obrador) ist seit dem 1. Dezember 2018 die Regierung von Mexiko, während der sechsjährigen Amtszeit von Präsident Andrés Manuel López Obrador (AMLO) und der 64. Wahlperiode des Kongresses. Es folgt auf die Bundeswahl vom Juli 2018. Es löste das Kabinett Peña Nieto ab. Am 1. Oktober 2024 soll es vom Kabinett Sheinbaum abgelöst werden.

## Das Kabinett
| Amt                                                                                        | Amtsinhaber | Amtsinhaber                       | Amtszeit                                        |
| ------------------------------------------------------------------------------------------ | ----------- | --------------------------------- | ----------------------------------------------- |
| Präsident von Mexiko                                                                       |             | Andrés Manuel López Obrador       | seit 1. Dezember 2018                           |
| Minister/in für Inneres                                                                    |             | Olga Sánchez-Cordero Dávila       | 1. Dezember 2018 bis 26. August 2021            |
| Minister/in für Inneres                                                                    |             | Adán Augusto López                | 26. August 2021 bis 16. Juni 2023               |
| Minister/in für Inneres                                                                    |             | Alejandro Encinas Rodríguez       | 16. Juni 2023 bis 19. Juni 2023 (kommissarisch) |
| Minister/in für Inneres                                                                    |             | Luisa María Alcalde Luján         | seit 19. Juni 2023                              |
| Minister/in für auswärtige Beziehungen                                                     |             | Marcelo Ebrard Casaubón           | 1. Dezember 2018 bis 13. Juni 2023              |
| Minister/in für auswärtige Beziehungen                                                     |             | Carmen Moreno Toscano             | 13. Juni 2023 bis 22. Juni 2023 (kommissarisch) |
| Minister/in für auswärtige Beziehungen                                                     |             | Alicia Bárcena Ibarra             | seit 23. Juni 2023                              |
| Minister für nationale Verteidigung                                                        |             | Luis Cresencio Sandoval           | seit 1. Dezember 2018                           |
| Minister für die Marine                                                                    |             | José Rafael Ojeda Durán           | seit 1. Dezember 2018                           |
| Minister/in für Sicherheit und Bürgerschutz                                                |             | Alfonso Durazo Montaño            | 1. Dezember 2018 bis 30. Oktober 2020           |
| Minister/in für Sicherheit und Bürgerschutz                                                |             | Rosa Icela Rodríguez              | seit 30. Oktober 2020                           |
| Minister für Finanzen und öffentliche Kredite                                              |             | Carlos Manuel Urzúa Macías        | 1. Dezember 2018 bis 9. Juli 2019               |
| Minister für Finanzen und öffentliche Kredite                                              |             | Arturo Herrera Gutiérrez          | 9. Juli 2019 bis 15. Juli 2021                  |
| Minister für Finanzen und öffentliche Kredite                                              |             | Rogelio Ramírez de la O           | seit 16. Juli 2021                              |
| Minister/in für Wohlfahrt                                                                  |             | María Luisa Albores González      | 1. Dezember 2018 bis 2. September 2020          |
| Minister/in für Wohlfahrt                                                                  |             | Javier May Rodríguez              | 2. September 2020 bis 11. Januar 2022           |
| Minister/in für Wohlfahrt                                                                  |             | Ariadna Montiel Reyes             | seit 11. Januar 2022                            |
| Minister/in für Umwelt und natürliche Ressourcen                                           |             | Josefa González-Blanco Ortiz-Mena | 1. Dezember 2018 bis 25. Mai 2019               |
| Minister/in für Umwelt und natürliche Ressourcen                                           |             | Víctor Manuel Toledo Manzur       | 27. Mai 2019 bis 31. August 2020                |
| Minister/in für Umwelt und natürliche Ressourcen                                           |             | María Luisa Albores González      | seit 2. September 2020                          |
| Energieministerin                                                                          |             | Rocío Nahle García                | seit 1. Dezember 2018                           |
| Wirtschaftsministerin                                                                      |             | Graciela Márquez Colín            | 1. Dezember 2018 bis 31. Dezember 2020          |
| Wirtschaftsministerin                                                                      |             | Tatiana Clouthier Carrillo        | 4. Januar 2021 bis 6. Oktober 2022              |
| Wirtschaftsministerin                                                                      |             | Raquel Buenrostro Sánchez         | seit 7. Oktober 2022                            |
| Minister für Landwirtschaft und ländliche Entwicklung                                      |             | Victor Villalobos Arámbula        | seit 1. Dezember 2018                           |
| Minister für Kommunikation und Verkehr                                                     |             | Javier Jiménez Espriú             | 1. Dezember 2018 bis 23. Juli 2020              |
| Minister für Kommunikation und Verkehr                                                     |             | Jorge Arganis Díaz Leal           | 23. Juli 2020 bis 7. November 2022              |
| Minister für Kommunikation und Verkehr                                                     |             | Jorge Nuño Lara                   | seit 7. November 2022                           |
| Minister/in für den öffentlichen Dienst                                                    |             | Irma Eréndira Sandoval            | 1. Dezember 2018 bis 21. Juni 2021              |
| Minister/in für den öffentlichen Dienst                                                    |             | Roberto Salcedo Aquino            | seit 21. Juni 2021                              |
| Minister/in für öffentliche Bildung                                                        |             | Esteban Moctezuma                 | 1. Dezember 2018 bis 15. Februar 2021           |
| Minister/in für öffentliche Bildung                                                        |             | Delfina Gómez Álvarez             | 15. Februar 2021 bis 1. September 2022          |
| Minister/in für öffentliche Bildung                                                        |             | Leticia Ramírez Amaya             | seit 1. September 2022                          |
| Gesundheitsminister                                                                        |             | Jorge Carlos Alcocer Varela       | seit 1. Dezember 2018                           |
| Minister/in für Arbeit und Soziales                                                        |             | Luisa María Alcalde Luján         | 1. Dezember 2018 bis 19. Juni 2023              |
| Minister/in für Arbeit und Soziales                                                        |             | Marath Baruch Bolaños López       | seit 20. Juni 2023                              |
| Minister für Stadtentwicklung                                                              |             | Román Meyer Falcón                | seit 1. Dezember 2018                           |
| Kulturministerin                                                                           |             | Alejandra Frausto Guerrero        | seit 1. Dezember 2018                           |
| Minister für Tourismus                                                                     |             | Miguel Torruco Marqués            | seit 1. Dezember 2018                           |
| Rechtsberater der Regierung                                                                |             | Julio Scherer Ibarra              | 1. Dezember 2018 bis 2. September 2021          |
| Rechtsberater der Regierung                                                                |             | María Estela Ríos González        | seit 2. September 2021                          |
| Leiter des Präsidialamtes Amt am 2. Dezember 2020 abgeschafft                              |             | Alfonso Romo                      | 1. Dezember 2018 bis 2. Dezember 2020           |
| Generalstaatsanwalt der Republik Kabinettsrang bis 20. Dezember 2018                       |             | Alejandro Gertz Manero            | seit 1. Dezember 2018                           |
| erweitertes Kabinett                                                                       |             |                                   |                                                 |
| Leiter des Institut für soziale Sicherheit                                                 |             | Germán Martínez Cázares           | 1. Dezember 2019 bis 21. Mai 2019               |
| Leiter des Institut für soziale Sicherheit                                                 |             | Zoé Robledo Aburto                | seit 22. Mai 2019                               |
| Leiter des Institut für Sicherheit und soziale Dienste für Staatsangestellte               |             | Luis Antonio Ramírez Pineda       | 1. Dezember 2019 bis 30. November 2021          |
| Leiter des Institut für Sicherheit und soziale Dienste für Staatsangestellte               |             | Pedro Mario Zenteno Santaella     | Seit 1. Dezember 2021                           |
| Direktor von PEMEX                                                                         |             | Octavio Romero Oropeza            | seit 1. Dezember 2019                           |
| Leiter der Comisión Federal de Electricidad                                                |             | Manuel Bartlett Díaz              | seit 1. Dezember 2018                           |
| Leiterin der Nationalen Wasserkommission                                                   |             | Blanca Elena Jiménez Cisneros     | 18. Dezember 2018 bis 31. Mai 2021              |
| Leiterin der Nationalen Wasserkommission                                                   |             | Germán Arturo Martínez Santoyo    | Seit 31. Mai 2021                               |
| Direktor des Institut für Gesundheit und Wohlfahrt                                         |             | Juan Antonio Ferrer Águila        | Seit 1. Januar 2020                             |
| Leiter/in des Steuerverwaltungsdienstes                                                    |             | Ana Margarita Ríos Farjat         | 1. Dezember 2018 bis 5. Dezember 2019           |
| Leiter/in des Steuerverwaltungsdienstes                                                    |             | Raquel Buenrostro Sánchez         | 19. Dezember 2019 bis 7. Oktober 2022           |
| Leiter/in des Steuerverwaltungsdienstes                                                    |             | Antonio Martínez Dagnino          | Seit 10. Oktober 2022                           |
| Direktor des Institut des Nationalen Wohnungsfonds für Arbeitnehmer                        |             | Carlos Martínez Velázquez         | Seit 1. Dezember 2018                           |
| Direktorin des Nationalen Systems für ganzheitliche Familienentwicklung                    |             | María del Rocío García Pérez      | 1. Dezember 2018 bis 11. Januar 2022            |
| Direktorin des Nationalen Systems für ganzheitliche Familienentwicklung                    |             | Nuria Fernández Espresate         | Seit 27. Januar 2022                            |
| Direktorin des Nationalen Rates für Geisteswissenschaften, Wissenschaften und Technologien |             | María Elena Álvarez-Buylla        | Seit 1. Dezember 2018                           |
| Direktorin der Nationalen Kommission für Körperkultur und Sport                            |             | Ana Guevara                       | Seit 1. Dezember 2018                           |
| Direktor des Nationalen Institut für indigene Völker                                       |             | Adelfo Regino Montes              | Seit 4. Dezember 2018                           |
| Direktorin des Nationalen Institut für Frauen                                              |             | Lorena Cruz Sánchez               | 1. Dezember 2018 bis 19. Februar 2019           |
| Direktorin des Nationalen Institut für Frauen                                              |             | Nadine Gasman                     | Seit 20. Februar 2019                           |
| Direktorin des Nationalen Rates zur Verhinderung von Diskriminierung                       |             | Alexandra Haas Paciuc             | 1. Dezember 2018 bis 19. November 2019          |
| Direktorin des Nationalen Rates zur Verhinderung von Diskriminierung                       |             | Mónica Maccise Duayhe             | 20. November 2019 bis 19. Juni 2020             |
| Direktorin des Nationalen Rates zur Verhinderung von Diskriminierung                       |             | Claudia Morales Reza              | Seit 12. Juli 2022                              |
| Bundesanwalt für Verbraucherschutz                                                         |             | Ricardo Sheffield                 | 1. Dezember 2018 bis 15. März 2021              |
| Bundesanwalt für Verbraucherschutz                                                         |             | Surit Berenice Romero             | 15. März 2021 bis 31. Juli 2021                 |
| Bundesanwalt für Verbraucherschutz                                                         |             | Ricardo Sheffield                 | Seit 1. August 2021                             |
| Bundesanwältin für Umweltschutz                                                            |             | Blanca Alicia Mendoza Vera        | Seit 1. Dezember 2018                           |
| Direktor der Nationalen Einwanderungsbehörde                                               |             | Tonatiuh Guillén López            | 1. Dezember 2018 bis 14. Juni 2019              |
| Direktor der Nationalen Einwanderungsbehörde                                               |             | Francisco Garduño Yáñez           | Seit 14. Juni 2019                              |
| Direktorin der Behörde für Bundesstraßen und Brücken                                       |             | Elsa Julieta Veites Arévalo       | Seit 1. Dezember 2018                           |
| Direktor des Nationalen Finanzwesens                                                       |             | Eugenio Nájera Solórzano          | 1. Dezember 2018 bis 3. März 2020               |
| Direktor des Nationalen Finanzwesens                                                       |             | Carlos Noriega Romero             | 3. März 2020 bis 11. März 2021                  |
| Direktor des Nationalen Finanzwesens                                                       |             | Juan Pablo de Botton Falcón       | 11. März 2021 bis 30. November 2021             |
| Direktor des Nationalen Finanzwesens                                                       |             | Luis Antonio Ramírez Pineda       | Seit 1. Dezember 2021                           |
| Direktor des Nationalen Fonds zur Tourismusförderung                                       |             | Rogelio Jiménez Pons              | 1. Dezember 2018 bis 11. Januar 2022            |
| Direktor des Nationalen Fonds zur Tourismusförderung                                       |             | Javier May Rodríguez              | Seit 11. Januar 2022                            |